# Jean Archambault
Pour les articles homonymes, voir Archambault (homonymie) et Jean Archambault (homme politique).
Jean Archambault était un acteur québécois, (né en 1940 à Laval, paroisse de St-Vincent de Paul et mort le 7 juin 2014 à Montréal, à l'âge de 74 ans). Fils de Paul (1912-1975) et de Berthe Bisson (1916-2005). Frère de Lise, Rolland,Claude, Lucie et Céline Archambault.

## Biographie
Jean Archambault participe à de nombreuses pièces de théâtre ainsi qu'à quelques films, téléfilms et télé-théâtres. Ses rôles sont essentiellement centrés sur l'univers de Michel Tremblay (Hosanna en 1971 - 1973) et du cinéaste André Brassard (Il était une fois dans l'Est en 1974). Dans les années 80, il reprend le rôle de Christian Lalancette dans la série Le 101, ouest, avenue des Pins de Denise Filiatrault, rôle popularisé quelques années auparavant par l'acteur André Montmorency.

## Filmographie
- 1970 : En pièces détachées (téléthéâtre) (téléthéâtre basé sur la pièce de Michel Tremblay) : Tooth-Pick
- 1971 - 1972 : La Feuille d'érable (série télévisée) : rôle inconnu
- 1974 : Il était une fois dans l'Est (André Brassard, réal.) : Hosanna
- 1980 : Cordélia (Jean Beaudin, réal.) : le greffier
- 1980 : Suzanne : le waiter du East End Club
- 1984 : Le Combat de Charlie Grant (Charlie Grant's War) (téléfilm) : André
- 1984 - 1985 : Le 101, ouest, avenue des Pins (série télévisée) : Christian Lalancette
- 1990 : Haute Tension (série télévisée) : Sugar
- 1993 : Les Intrépides (série télévisée) : rôle inconnu
- 1995 : Les Grands Procès (série télévisée, épisode L'affaire Durand) : Robert Bucklin

## Théâtre
- 1971 - 1973 : Hosanna de Michel Tremblay, mise en scène de André Brassard - rôle principal
- 1987 : Les Feluettes ou La répétition d'un drame romantique de Michel Marc Bouchard